# Ostafrikanischer Sklavenhandel
Ostafrikanischer Sklavenhandel bezeichnet den Sklavenhandel, in dessen Rahmen Menschen aus Ostafrika größtenteils in die Arabische Welt, daneben auch in andere Teile Asiens, auf Inseln im Indischen Ozean als Sklaven verkauft wurden.

## Geschichte

### Plantagensklaverei und Zandsch-Revolte
Einen ersten Höhepunkt erreichte der ostafrikanische Sklavenhandel mit der Erschließung der Sumpfgebiete im Süd-Irak unter den Abbasiden. Dazu wurden große Plantagen angelegt, die ausschließlich von schwarzen Sklaven aus Ostafrika – den sogenannten Zandsch oder Zanj – für die Bewirtschaftung urbar gemacht wurden. Diese Sklaven lebten unter ähnlich schlechten Bedingungen wie die Sklaven auf den Plantagen in der „Neuen Welt“. Im Jahre 869 kam es zu einem großen Aufstand der Zandsch im Süd-Irak, der erst 883 von Al-Muwaffaq endgültig niedergeschlagen werden konnte, wobei die meisten Sklaven getötet wurden. Danach wurden kaum noch größere Plantagen in der islamischen Welt  von Sklaven bewirtschaftet. Stattdessen wurden männliche Sklaven überwiegend als Eunuchen und Sklavinnen als Konkubinen eingesetzt.
Ein Zentrum des portugiesischen Sklavenhandels war die Ilha de Moçambique, von hier wurden Sklaven nach Brasilien verschifft. Die São José Paquete D’Africa, eines dieser Sklavenschiffe, ging 1794 unter und ist das bisher älteste wissenschaftlich untersuchte Sklavenschiff.

### Sultanat Sansibar
Vom 17. bis zum 19. Jahrhundert bildete die Insel Sansibar unter der Herrschaft des Sultans von Oman ein Zentrum des ostafrikanischen Sklavenhandels. Weitere Handelsplätze für Sklaven waren die weiter nördlich gelegenen Inseln Lamu und Pate.

### 19. Jahrhundert
Im 19. Jahrhundert erreichte der ostafrikanische Sklavenhandel seinen Höhepunkt. Einerseits gab es an der afrikanischen Westküste zu wenige potentielle Sklaven, was europäische Sklavenhändler dazu veranlasste, sich an die Ostküste zu verlegen und von dort Sklaven für Amerika und für Inseln im Indischen Ozean zu beschaffen. Andererseits sank später die bedeutende Nachfrage aus Amerika und dem Indischen Ozean allmählich (Verbot in Frankreich 1848, in den USA 1865, in Brasilien 1888), wodurch in ganz Afrika die Preise für Sklaven fielen und es Käufern innerhalb Afrikas und im arabisch-islamischen Raum möglich wurde, mehr Sklaven einzukaufen. So wurden vermehrt Sklaven in den Nahen Osten exportiert, aber auch an der ostafrikanischen Küste auf Plantagen, etwa den unter Said ibn Sultan angelegten Gewürznelkenplantagen von Sansibar, eingesetzt. Durch umfangreiche Sklavenjagden wurden ganze Landstriche Ostafrikas entvölkert. Ein bekannter Sklavenhändler war der Sansibarer Tippu-Tip, der bei seinen Expeditionen bis in das zentralafrikanische Kongobecken vordrang.

### Abschaffung von Sklavenhandel und Sklaverei
Das Bestreben, den Sklavenhandel zu bekämpfen, bildete eine der Motivationen und Rechtfertigungen für die Kolonialisierung Ostafrikas durch europäische Kolonialmächte.
Ab den 1860er Jahren suchten Flotten der Royal Navy im Indischen Ozean nach Daus, in denen Sklaven transportiert wurden (dhow-chasing).
1875 verbot Sultan Barghasch ibn Said von Sansibar auf Druck Großbritanniens den Sklavenhandel in Ostafrika, dieser Handel bestand jedoch illegal bis in das 20. Jahrhundert weiter. Zum Teil verlagerte er sich vom Seeweg auf Karawanenrouten, die an die Benadirküste im Süden Somalias führten, von wo die Sklaven nach Arabien verschifft wurden.
Während die Briten gegen den Sklavenhandel vorgingen, tolerierten sie die Haltung von Sklaven, insbesondere in privaten Haushalten, zunächst. Die Sklaverei selbst wurde im britischen Protektorat Sansibar 1897 abgeschafft, 1907 folgte das Verbot in der Konzession Britisch-Ostafrika (dem späteren Kenia).
In Saudi-Arabien gab es bis in die 1930er Jahre öffentliche Sklavenmärkte. 1956 berichteten Zeugen von einem öffentlichen Sklavenverkauf in Dschibuti, bei dem angeblich aus Tschad stammende Menschen verkauft wurden. 1924 wurde die Sklaverei im Irak offiziell abgeschafft, 1937 in Bahrain, 1949 in Kuwait und 1952 in Katar. Im Jemen wurde die Sklaverei nach dem Sturz der Monarchie 1962 abgeschafft. Im selben Jahr erfolgte die Abschaffung durch Prinz Faisal in Saudi-Arabien, wo aber von den 100.000 bis 200.000 größtenteils afrikanischen Sklaven nur einige Tausend sogleich freigelassen wurden. In Oman schaffte Sultan Qabus ibn Said die Sklaverei im Zuge einer allgemeinen Modernisierung des Landes ab, nachdem er 1970 die Macht gegen seinen Vater übernommen hatte.

## Zahlen
Die Zahl der Menschen, die vom 16. bis ins 19. Jahrhundert von arabischen Sklavenhändlern mit Karawanen durch die Sahara, über das Rote Meer und den Indischen Ozean aus Ostafrika exportiert wurden, wird auf 6,85 Millionen geschätzt. Das ist etwas mehr als die Hälfte der Opfer des atlantischen Sklavenhandels. Wie viele Menschen bei den Sklavenraubzügen und den unmenschlichen Transporten ums Leben kamen, entzieht sich jeder Schätzung.

## Gegenwart
Relativ wenig ist über die Nachfahren der ostafrikanischen Sklaven bekannt.  Einige Gründe dafür sind: hohe Sterberaten, die Tatsache, dass zahlreiche männliche Sklaven als Eunuchen keine Nachkommen zeugen konnten, oder, dass die Sklaven und deren Nachkommen in der Mehrheitsbevölkerung aufgingen.
Im Süden Somalias leben Sklavennachfahren heute als „Somalische Bantu“. In der Türkei sorgte Mustafa Olpak für Aufsehen, als er die Lebensgeschichte seines Großvaters veröffentlichte, der als Sklave aus Kenia auf das osmanische Kreta verkauft worden war. Die Siddi in Indien und Pakistan stammen größtenteils von Sklaven, zum Teil aber auch von freien Afrikanern ab.
Sklavenjagden wie in früheren Zeiten fanden im Kontext des Sezessionskrieges im Südsudan statt.

## Weblink
- BBC: The Story of Africa: The East African Slave Trade (englisch)